# Bojišta (Nevesinje)
Pour les articles homonymes, voir Bojišta.
Bojišta (en serbe cyrillique : Бојишта) est un village de Bosnie-Herzégovine. Il est situé dans la municipalité de Nevesinje et dans la république serbe de Bosnie. Selon les premiers résultats du recensement bosnien de 2013, il compte 716 habitants.

## Démographie

### Évolution historique de la population dans la localité
| 1948 | 1953 | 1961 | 1971 | 1981 | 1991 | 2013 |
| ---- | ---- | ---- | ---- | ---- | ---- | ---- |
| -    | -    | 306  | 320  | 440  | 546, | 716  |

|  |